# Весёлый Гай (Запорожская область)
Весёлый Гай (укр. Веселий Гай) — село,
Веселогаевский сельский совет,
Новониколаевский район,
Запорожская область,
Украина.
Код КОАТУУ — 2323680801. Население по переписи 2001 года составляло 497 человек.
Является административным центром Веселогаевского сельского совета, в который, кроме того, входят село
Нововладимировка и ликвидированное село
Гончары.

## Географическое положение
Село Весёлый Гай находится на берегу реки Любашевка,
ниже по течению на расстоянии в 3 км расположено село Островское.
На расстоянии в 1,5 км расположено село Нововладимировка.
По селу протекает пересыхающий ручей с запрудой.

## История
- Село основано во второй половине XIX века как хутор Миллера.
- В 1923 году переименовано в село Весёлый Гай.

## Экономика
- «Лидер», ООО.

## Объекты социальной сферы
- Школа I—II ст.
- Детский сад.
- Клуб.
- Фельдшерско-акушерский пункт.